# Zosterops stresemanni
Zosterops stresemanni là một loài chim trong họ Zosteropidae.